# Блидинье (природный парк)
Природный парк Блидинье (серб. Парк природе Блидиње, хорв. Park prirode Blidinje) — природный парк в Боснии и Герцеговине, расположенный в центре Динарских Альп и созданный 30 апреля 1995 года. Представляет важный естественный, гидрогеологический резерват в Динарском карсте Боснии и Герцеговины со значительным культурным и историческим наследием. Парк охватывает горные хребты Динарских Альп, плато Дугополе, озеро Блидинье, Грабовицкую долину и т.д..

## География и гидрология
Открытая и бесплодная долина образовалась под влиянием таявших ледников Чврсницы. Основу парка составляет плато протяжённостью от 3 до 5 км, которое находится на высоте от 1150 до 1300 м над уровнем моря между горами Чврсница и Вран, общая площадь парка составляет 364 км². Будучи единым с геоморфологической точки зрения, плато делится на две отличающихся географически и топографически части: нижняя южная часть около озера Блидинье и верхняя северная часть у Дугополе. Также оно делится между четырьмя общинами Боснии: Посушье, Томиславград, Мостар и Ябланица.
На севере, вдоль реки Долянка, около плато парка находится равнина Дугополе. В северо-северо-западной стороне находится гора Вран (высота 2074 м), в юго-юго-восточной стороне — гора Чрвсница (пик Плочно высотой 2228 м). На юго-юго-восточной стороне, за озером Блидинье, также находится гора Чабуля высотой 1786 м, а к востоку от Чврсницы находится Грабовицкая долина, растянувшаяся на своём пути вдоль реки Неретва и её каньона.

### Грабовицкая долина
Грабовицкая долина и маленький ручей Грабовица — маленький заповедник у Чрвсницы, который образует глубокий каньон между крутыми и изрезанными скалами. В долине находятся деревни Горня-Грабовица и Доня-Грабовица. Народное предание гласит, что в заповеднике жила Грабовицкая дева, дочь пастуха, которая отказалась выходить замуж за богача, в ответ на что он убил её.

### Озеро Блидинье
Важнейший гидрогеологический феномен парка — альпийское озеро Блидинье, крупнейшее среди подобных в Боснии и Герцеговине. Озеро Блидинье — прямой результат отхода ледников, хотя документы округа Поклечани утверждают, что озеро является искусственным и было создано в конце XIX века: местные жители и животноводы закрыли с помощью веток и глины те отверстия, по которым вода могла бы проникнуть под землю. Площадь поверхности озера составляет от 2,5 до 6 км², средняя глубина — 1,9 м. Сам озеро находится на высоте 1184 м над уровнем моря.

## Флора и фауна

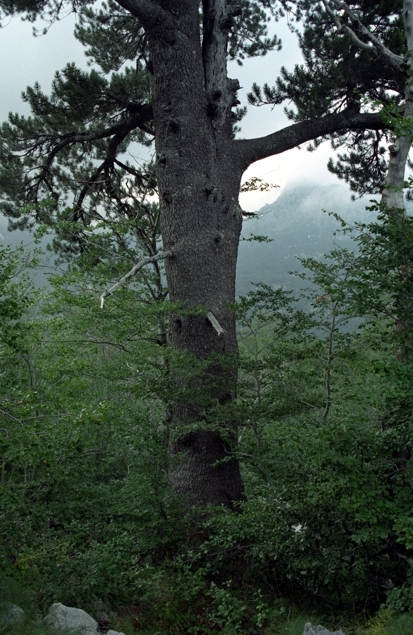
Сосна Гельдрейха

На скалистых склонах находятся густые сосновые леса, где прорастает и так называемая сосна Гельдрейха или «боснийская сосна» с белой корой в Масна-Луке. Весной и летом на склонах гор и в долине прорастают три типа дикого тимьяна и многочисленные виды полевых цветов.

## История, археология и культура
По всей долине располагаются средневековые боснийские надгробия — стечки. Исследования, которые начались после признания Блидинье природным парком, показали, что первые людские поселения появились 2500 лет назад, что свидетельствуют остатки иллирийских захоронений и римских дорог. Археологи, обнаружив некрополь в Дуго-Поле, сумели позже установить, что в VII веке в этой местности поселились славянские племена.

### Традиционный образ жизни
В парке находится францисканский монастырь, открытый для гостей. Жилые дома — это традиционные пастушьи избушки с соломенными крышами, в которых пастухи живут весной и летом. Зима и осень достаточно холодные и суровые в парке. Территория парка свободна от мин, там чётко указаны все тропы.

### Политика
В 2002 году на территории природного парка было провозглашено виртуальное государство Гайдуцкая республика Мията Томича. Основатели — туристический предприниматель и юморист Винко Вукоя-Ластвич, жена Альбина и дочь Мария (в марте 2019 года Мария стала главой республики). Республика основана в знак протеста против неэффективного решения местными властями проблем местного электроснабжения.